# A Lógica da Pesquisa Científica
A Lógica da Pesquisa Científica (The Logic of Scientific Discovery) é um livro de 1959 sobre a filosofia da ciência do filósofo Karl Popper. Popper reescreveu seu livro em inglês a partir do original alemão de 1934 (impressão '1935'), intitulado Logik der Forschung. Zur Erkenntnistheorie der modernen Naturwissenschaft, que se traduz literalmente como "Lógica da Pesquisa: Sobre a Epistemologia da Ciência Natural Moderna"'.

## Resumo
Popper argumenta que a ciência deve adotar uma metodologia baseada na falseabilidade, porque nenhum número de experimentos pode jamais provar uma teoria, mas um experimento ou observação reproduzível pode refutá-la. De acordo com Popper: "ocorrências únicas não reproduzíveis não têm significado para a ciência. Assim, algumas declarações básicas erradas que contradizem uma teoria dificilmente nos induzirão a rejeitá-la como falsificada. Só o consideraremos falsificado se descobrirmos um efeito reproduzível que refuta a teoria". Popper defende que a ciência deve adotar uma metodologia baseada em "uma assimetria entre verificabilidade e falseabilidade; uma assimetria que resulta da forma lógica dos enunciados universais. Pois estes nunca são derivados de declarações singulares, mas podem ser contraditos por declarações singulares".

## Recepção
O psicólogo Harry Guntrip escreveu que sua publicação "estimulou muito a discussão sobre a natureza do conhecimento científico", inclusive por filósofos que não concordavam totalmente com Popper, como Thomas Kuhn e Horace Romano Harré. O psiquiatra Carl Jung, fundador da psicologia analítica, valorizou o trabalho. O biógrafo Vincent Brome lembra Jung comentando em 1938 que expôs "algumas das deficiências da ciência". O filósofo Paul Ricœur endossou "procedimentos de invalidação" semelhantes aos critérios de Popper para a falseabilidade. O historiador Peter Gay descreveu a obra como "um importante tratado de epistemologia". O filósofo Bryan Magee considerou as críticas de Popper ao positivismo lógico "devastadoras". Em sua opinião, o argumento mais importante de Popper contra o positivismo lógico é que, embora afirmasse ser uma teoria científica do mundo, seu princípio central, o princípio de verificação, efetivamente destruiria toda a ciência. Os físicos Alan Sokal e Jean Bricmont argumentaram que as críticas ao trabalho de Popper provocaram uma "tendência irracionalista" e que uma parte significativa dos problemas que atualmente afetam a filosofia da ciência "pode ser atribuída a ambigüidades ou inadequações" em A Lógica da Pesquisa Científica. O ensaísta Nassim Nicholas Taleb, em seu livro O Cisne Negro, menciona a teoria da falsificação de Popper como forma de combater os efeitos do viés de confirmação, creditando seu "insight sobre a imprevisibilidade fundamental, severa e incurável do mundo".